# ألفرد سوليفان
ألفرد سوليفان (10 ديسمبر 1872 بسيدني في أستراليا - 25 سبتمبر 1942) (بالإنجليزية: Alfred Sullivan)‏ هو لاعب كريكت أسترالي.

## وصلات خارجية
- ألفرد سوليفان على موقع إي آس بي آن كريك إنفو (الإنجليزية)